# Teoctisto di Cesarea in Palestina
Teoctisto (... – tra il 257 e il 259) è stato vescovo di Cesarea di Palestina attorno alla metà del III secolo.
Quando Origene riparò in Palestina per sfuggire alle persecuzioni di Caracalla, nel 215 o 216, Teoctisto lo accolse a Cesarea e, insieme ad Alessandro di Gerusalemme, lo indusse a predicare pubblicamente anche se era ancora un laico.
Allora Demetrio gli scrisse un rimprovero, ritenendo che un laico non dovesse predicare pubblicamente in presenza di un vescovo.Teoctisto e Alessandro difesero la loro condotta con una lettera nella quale citarono precedenti casi di predicatori laici, ma Demetrio richiamò ugualmente Origene ad Alessandria.
Più tardi, attorno al 230, Teoctisto consacrò presbitero Origene, con l'approvazione di Alessandro
e suscitando le ire di Demetrio.
Teoctisto morì probabilmente tra il 257 ed il 259 quando Sisto era vescovo di Roma, gli succedette Domnus.